# Самоповага
Самоповага, також самопошана — почуття власної гідності, виражене у суб'єктивній оцінці власної значущості, а також ставлення індивіда до себе як до особистості. На думку деяких психологів, це поняття слід відрізняти від «впевненості в собі», яка, хоч і пов'язана з самооцінкою, але більше стосується здібностей, ніж цінностей.